# Stronnictwo Ludowe (Śląsk Cieszyński)
Stronnictwo Ludowe w Republice Czechosłowackiej – partia polityczna istniejąca w I Republice Czechosłowackiej, broniąca praw narodowych i kulturowych polskojęzycznych Ślązaków.
Zostało powołane na jesieni 1922 – działało na terenie Śląska Cieszyńskiego i Opawskiego. Odwoływało się do polskiego solidaryzmu narodowego oraz idei tolerancji religijnej – mimo iż skupiało głównie polskich ewangelików, było otwarte na przedstawicieli innych wyznań.
Szefem partii przez cały okres międzywojenny był Józef Berger. Do innych znaczących działaczy należeli Jan Buzek (organizator Harcerstwa Polskiego w Czechosłowacji, w latach 1929–1935 poseł do parlamentu w Pradze) czy Jan Michejda.
Od 1929 Stronnictwo wydawało czasopismo Prawo Ludu pod red. Jarosława Waleczki.
Podobnie jak ZŚlK Stronnictwo skupiało wokół siebie cały szereg innych organizacji polonijnych:
- Zrzeszenie Związków Ewangelickiej Młodzieży
- Towarzystwo Ewangelickie Oświaty Ludowej
- Ewangelickie Stowarzyszenie Niewiast
- Ewangelickie Stowarzyszenie Skarbca Kościelnego im. Gustawa Adolfa

27 października 1923 Stronnictwo wraz z ZŚlK utworzyło blok polityczny Polski Związek Ludowy, by skuteczniej reprezentować interesy mniejszości polskiej w Czechosłowacji.
W październiku 1937 połączyło się wraz z Polską Partią Socjaldemokratyczną (odłamem PSPR opowiadającym się za współpracą z rządem RP) w Polską Partię Ludową. Na wiosnę 1938 PPL i ZŚlK utworzyły razem Związek Polaków w Czechosłowacji – w ten sposób doszło do zjednoczenia ruchu polonijnego w tym kraju.

## Udział w wyborach do zgromadzeń czechosłowackich
Do wyborów parlamentarnych 1925 Stronnictwo poszło razem z katolikami z ZŚlK, polskimi socjalistami i ślązakowcami.
W wyborach krajowych (do parlamentu w Brnie) w 1928 Stronnictwo startowało razem z katolikami cieszyńskimi i mniejszością żydowską, a w wyborach do parlamentu czechosłowackiego w 1929 także z polskimi socjalistami. Posłem z ramienia Stronnictwa Ludowego został wówczas Jan Buzek, który przyłączył się w izbie poselskiej do zgrupowania czeskich socjaldemokratów.
W wyborach 1935 SL wystartowało razem z polskimi organizacjami narodowymi oraz słowackimi i karpatorusińskimi nacjonalistami: Jarosław Waleczko znalazł się na drugim miejscu listy polskiej, jednak tym razem śląskim ewangelikom nie udało się zdobyć mandatu w praskim parlamencie (otrzymał go jedynie Leon Wolf z ZŚlK).
Silniej niż na poziomie regionalnym i państwowym SL reprezentowane było w samorządach Śląska Cieszyńskiego i Opawskiego, szczególnie w powiatach Czeski Cieszyn, Jabłonków i Frysztat.